# Lanius dorsalis
El alcaudón de los Taita (Lanius dorsalis) es una especie de ave paseriforme de la familia Laniidae propia de África Oriental.

## Descripción
Esta especie mide 21 cm de largo, sus partes inferiores son blancas, la corona es negra, igual que el cuello y las alas. La cola es relativamente larga y de color negro en la parte baja, tiene un sector blanco en el nacimiento de la misma. 

## Distribución y hábitats
Esta especie de ave, se localiza en el Este de África: Sureste de Sudán del Sur, el Noreste de Uganda, Kenia, el Sur de Etiopía, el Oeste de Somalia y al Noreste de Tanzania . Su hábitat son los bosques secos abiertos y las sabanas.